# Jānis Miņins
Jānis Miņins (15. august 1980 i Kuldīga i Lettiske SSR) er en lettisk bobslædekører, der har konkurreret i sportsgrenen siden 1999. Han vandt sammen med Daumants Dreiškens, Oskars Melbārdis og Intars Dambis en bronzemedalje i firemands-bobslæde under VM i bobslæde og skeleton 2009 i Lake Placid.